# GAPI
De GAPI (Indonesisch Gabungan Politik Indonesia), oftewel de Indonesische Politieke Federatie, werd in 1939 opgericht in het voormalig Nederlands-Indië, en bestond uit alle inheemse Indonesische politieke partijen (met uitzondering van de PNI). De GAPI werd opgericht als reactie op de afwijzing door de Nederlandse overheid van de Petitie-Soetardjo. Het doel van de Federatie was het propageren voor een volwaardig Indonesisch parlementair bestuur. Na de Duitse invasie van Polen op 1 september 1939, drong de GAPI opnieuw aan op een zelfstandig Indonesië, maar gouverneur-generaal Tjarda van Starkenborg Stachouwer wees het opnieuw van de hand, omdat Nederland niet bereid was staatsrechtelijke veranderingen door te voeren voordat de oorlog afgelopen was.